# 1,2-二(α-亚氨基苄基)环戊二烯
1,2-二(α-亚氨基苄基)环戊二烯是一种有机化合物，化学式为C19H16N2。

## 合成及结构
二茂镁和苯甲腈在乙醚（Et2O）中反应，得到LMgCp(OEt2)。将LMgCp(OEt2)溶于乙醚后加入甲醇，可以得到HL。
HL的核磁共振氢谱与单晶X射线衍射表明分子内存在N…H…N氢键，相比于质子海绵及其类似物的N…H…N键角等于或接近于180°，HL的N…H…N键角为128°。

## 反应
HL在水中水解，生成5-(羟基苯基亚甲基)-1,3-环戊二烯-1-基苯基甲酮。在苯中，它和二氯化甲基铝或在三乙胺存在下和三氯化镓反应，可以得到LAlCl2或LGaCl2。